# Trilaccodea ecuadorica
Trilaccodea ecuadorica es una especie de insecto coleóptero de la familia Chrysomelidae.
Fue descrita científicamente en 2007 por Borowiec.